# Juan Trippe
Juan Terry Trippe (Sea Bright, 27 giugno 1899 – New York, 3 aprile 1981) è stato un imprenditore statunitense.

## Biografia
Juan Trippe nacque nel New Jersey il 27 giugno 1899, pronipote del Luogotenente di Marina John Trippe. A causa del suo nome molti lo ritennero di origini cubane, ma la sua famiglia era in realtà nordeuropea e stabilita nel Maryland a partire dal 1664. Il suo nome, invece, derivava da quello di Juanita Terry, la moglie venezuelana del suo prozio. Studiò e si diplomò presso la Hill School nel 1917. Successivamente frequentò l'Università di Yale; allo scoppio della prima guerra mondiale, lasciò l'università e andò ad arruolarsi come allievo pilota per la U.S. Navy. Finito l'addestramento nel giugno 1918, gli fu attribuito il brevetto di pilota e fu inquadrato nelle riserve della Marina. La guerra finì di lì a poco, impedendogli di andare a combattere. Smobilitato, tornò a Yale, dove si laureò nel 1921.
Dopo aver lasciato Yale, Trippe iniziò a lavorare a Wall Street, ma se ne stancò ben presto. Nel 1922 fece una colletta con i suoi ex compagni di università, con i soldi raccolti fondò una sua linea aerea, che battezzò Long Island Airways, che svolgeva una specie di servizio taxi aereo a richiesta. Successivamente, dopo aver raccoltò altri fondi, fondò una nuova compagnia, la Colonial Air Transport, che iniziò il proprio servizio di trasporto posta nell'ottobre 1925. Interessato ad operare un servizio aereo passeggeri verso i Caraibi, Trippe creò poi la Aviation Corporation of the Americas. Basata in Florida, la compagnia assumerà poi il nome di Pan American Airways, universalmente nota come Pan Am.

## Gli anni alla Pan Am
Il primo volo della Pan Am fu il 19 ottobre 1927, da Key West a L'Avana, operato con un idrovolante Fairchild FC-2 noleggiato dalla West Indian Aerial Express, basata in Repubblica Dominicana. Il secondo volo, sulla tratta inversa, operato con un Fokker F.VII, doveva avvenire il 28 ottobre, ma fu rinviato al 29 per maltempo.
Più tardi, Trippe acquistò la China National Aviation Corporation (CNAC) che svolgeva servizio aereo nazionale in Cina, e comprò una partecipazione nella Panagra. Negli anni trenta la Pan Am divenne la prima compagnia aerea a trasvolare l'Oceano Pacifico con la sua famosa flotta di idrovolanti Clipper (nome che verrà usato dalla compagnia per designare i propri aerei fino al 1991). Nel 1933 Trippe divenne l'Uomo dell'Anno della rivista Time, riconoscimento che riconquisterà nel 1949.
La Pan Am continuò ad espandersi anche durante la seconda guerra mondiale, diventando una delle poche compagnie non danneggiate dalla guerra. Trippe fu responsabile di molte innovazioni nel mondo dell'aviazione commerciale. Convinto assertore del volo per tutti, fu il padre della classe economica a bordo degli aerei, rivolta essenzialmente ai turisti con poco denaro da spendere. In seguito, fu uno dei primi a riconoscere i vantaggi degli aerei spinti da motori turbojet e ordinò quindi una grossa partita di Boeing 707 e Douglas DC-8. Il primo volo a reazione della Pan Am fu operato nell'ottobre 1958 da un Boeing 707 dall'Idlewild International Airport (oggi Aeroporto JFK) a Parigi. I jet consentirono alla Pan Am di abbassare le tariffe e di trasportare più passeggeri.
Nel 1966, Trippe chiese all'amministratore delegato della Boeing Bill Allen di produrre un velivolo più grande del 707. Il risultato fu il Boeing 747, e la Pan Am fu il primo cliente. In origine, Trippe credeva che il 747 sarebbe stato ben presto destinato al servizio cargo, in quanto soppiantato da nuovi velivoli supersonici. Complici gli alti costi, l'aviazione civile supersonica tuttavia non prese mai davvero piede (fatto salvo il Concorde e il Tupolev Tu-144) e il 747 poté dunque diventare l'icona del trasporto aereo mondiale. Trippe lasciò la presidenza della Pan Am nel 1968, pur continuando a lavorare per la compagnia stessa.
Morì il 3 aprile 1981 a New York e fu sepolto al Green-Wood Cemetery di Brooklyn.

## Vita privata
Si sposò a metà degli anni venti con Elizabeth "Betty" Stettinius (1904–1983) sorella del Segretario di Stato degli USA Edward R. Stettinius, Jr. da cui ebbe quattro figli, Elizabeth ("Betsy"), John Terry, Charles White, ed Edward Stettinius Trippe. Trippe ha anche avuto dodici nipoti, tra i quali l'artista Jim Trippe.

## Al cinema
Nel 2004 il personaggio di Juan Trippe è stato interpretato da Alec Baldwin nel film The Aviator di Martin Scorsese che ha ricevuto 11 nomination al premio oscar.
Nella serie TV americana Pan Am Trippe viene più volte menzionato senza tuttavia mai apparire.